# Чан, Присцилла
Присцилла Чан (англ. Priscilla Chan, род. 24 февраля 1985, Брейнтри, Массачусетс) — американский филантроп и педиатр. Жена Марка Цукерберга — соучредителя и генерального директора Facebook. По состоянию на 2015 она и её муж обещали передать больше чем $1,6 миллиарда на благотворительные цели. В декабре 2015 они обязались пожертвовать в течение своей жизни 99 % своих акций Facebook, оценённых в $45 миллиардов, компании Инициатива Чан — Цукерберга, деятельность которой направлена на финансирование общественно важных проектов.

## Биография
Чан родилась в Брейнтри, Массачусетс и росла в Куинси, за пределами Бостона. Её родители были этническими китайскими беженцами, которые сбежали из Вьетнама на лодках. Она служила переводчиком для её бабушки и дедушки. У неё есть две младших сестры. В 2003 она выступала с прощальной речью на выпускном вечере Средней школы Куинси и была выбрана «гением класса» её одноклассниками.

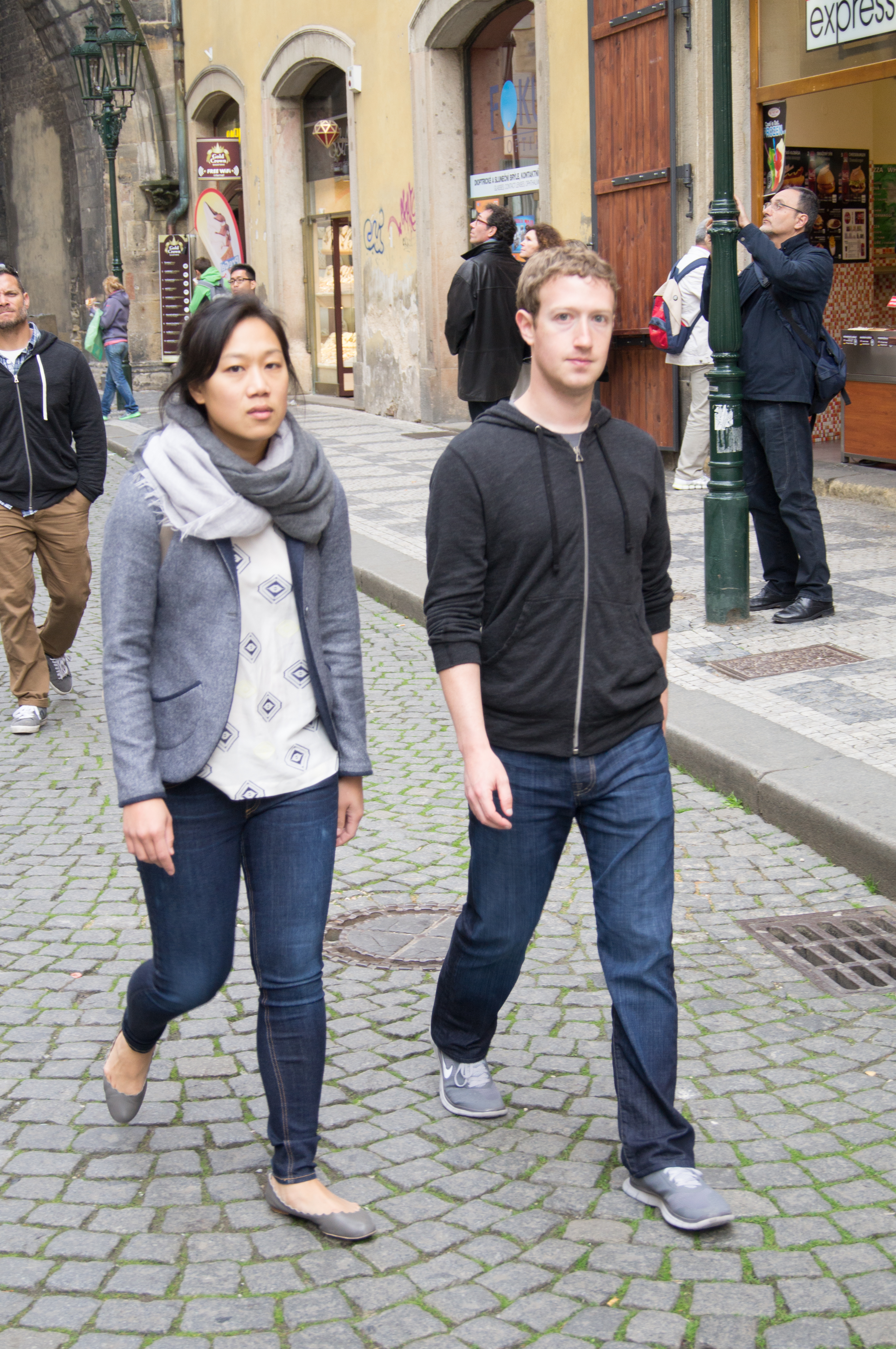
Присцилла и Марк Цукерберг

Затем Чан поступила в Гарвардский университет, где и начала встречаться с Марком Цукербергом, основателем Facebook, в 2003. Она получила высшее образование в 2007 со степенью бакалавра по биологии, также изучила испанский язык. Присцилла также свободно говорит на китайском, кантонском и английском языках. Она — первая выпускница колледжа в своей семье. После церемонии вручения дипломов она преподавала в частной школе Harker в течение года, прежде, чем поступить в медицинскую школу Калифорнийского университета, Сан-Франциско в 2008. Она окончила своё медицинское образование со специализацией в педиатрии летом 2015 года. Она вышла замуж за Цукерберга 19 мая 2012, спустя день после размещения акций Facebook на фондовом рынке. 1 декабря 2015 Чан и Цукерберг объявили о рождении их дочери, Максимы Чан Цукерберг. 28 августа 2017 года родилась вторая дочь Августа. 25 марта 2023 года родилась третья дочь Аурелия. 

## Филантропия
Цукерберг и Чан обещали пожертвовать приблизительно $1,6 миллиарда на благотворительные учреждения, включая пожертвование $75 миллионов в больницу общего профиля Сан-Франциско, где работала Чан. В 2013 они дали 18 миллионов акций Facebook (оценённый больше чем в $970 миллионов) к Фонду Сообщества Кремниевой Долины. Хроника Филантропии разместила вторую строчку в списке 50 самых щедрых американских филантропов в течение того года. Они также обещали $120 миллионов государственным школам в области Сан-Франциско.
1 декабря 2015, в открытом письме их новорождённой дочери, Чан и Цукерберг обязались пожертвовать в течение своей жизни 99 % своих акций Facebook, оценённых в $45 миллиардов, компании Инициатива Чан — Цукерберга, их новой благотворительной организации направленной на финансирование здравоохранения и образования.
Благотворительные цели Чан сосредотачиваются на образовании, здравоохранении и науке, которые тесно связаны с её личным образованием. Она, как полагается, имела сильное влияние на филантропическую деятельность семьи. Она планирует запустить Начальную школу в 2016, некоммерческую организацию, которая обеспечит образование K-12 (from kindergarten to 12th grade), в Восточном Пало-Альто, Калифорния.
На фоне пандемии коронавируса Присцилла Чан и Марк Цукерберг направили 300 миллионов долларов на обеспечения безопасности выборов президента США в ноябре 2020 года. А также выделили $13,6 млн на научное сотрудничество между UC San Francisco (UCSF), Стэнфордским университетом и Chan Zuckerberg Biohub (CZ Biohub) для изучение распространения COVID-19 и иммунитета к коронавирусу.